# Ērģeme
Ērģeme (niem. Ermes, est. Härgmäe) – wieś na Łotwie, w novadsie Valka. Stolica pagastsu Ērģeme.

## Historia
Początki wsi sięgają XIV wieku, gdy wzniesiono w tym miejscu zamek inflanckiej gałęzi zakonu krzyżackiego. W 1560 roku, podczas początkowej fazy wojen inflanckich, pod Ērģeme stoczono ostatnią bitwę w historii zakonu krzyżackiego w Inflantach. Po sekularyzacji państwa zakonnego i włączeniu do Rzeczypospolitej Ērģeme dzieliło losy całych Inflant. W 1670 roku spłonął zamek. Pod koniec kwietnia 1919 roku w rejonie wsi oraz miasta Valka stoczono bitwę pomiędzy siłami estońskimi i łotewskimi zwolennikami Rosji Radzieckiej. Później wieś wchodziła w skład Republiki Łotwy, ZSRR, a po jego upadku stała się ponownie częścią niepodległej Łotwy.

## Współczesność
We wsi działają: przedszkole, szkoła podstawowa, biblioteka oraz – będące jedną z atrakcji – ruiny kościoła. Do dziś zachowały się też fragmenty murów oraz dwie kondygnacje wieży zamkowej, które uznano za zabytek.